# Мьолдре (Міссо)
Мьолдре (ест. Möldre) — село в Естонії, входить до складу волості Міссо, повіту Вирумаа.